# Alfie Bass
Abraham Basalinsky, connu sous le nom de scène Alfie Bass, né le 10 avril 1916 à Bethnal Green, dans le quartier londonien de Tower Hamlets, et mort le 15 juillet 1987 à Barnet, est un acteur anglais.

## Biographie
Alfie Bass est le cadet de dix enfants d'une famille juive originaire de Russie.

## Filmographie partielle
- 1947 : Il pleut toujours le dimanche de Robert Hamer
- 1951 : De l'or en barres
- 1954 : Un fils pour Dorothy (To Dorothy a Son) de Muriel Box
- 1956 : The Bespoke Overcoat de Jack Clayton (court métrage)
- 1957 : En avant amiral ! (Carry On Admiral) de Val Guest
- 1957 : Train d'enfer de Cy Endfield
- 1958 : Sous la terreur
- 1960 : Les Dessous de la millionnaire
- 1965 : Help!
- 1966 : The Sandwich Man de Robert Hartford-Davis
- 1966 : Alfie le dragueur
- 1967 : Le Bal des vampires  de Roman Polanski
- 1967 : Le Défi de Robin des Bois (A Challenge for Robin Hood) de C.M. Pennington-Richards
- 1978 : La Malédiction de la Panthère rose de Blake Edwards
- 1979 : Moonraker de Lewis Gilbert